# Жолудєва Катерина Нугзарівна
Катери́на Нугза́рівна Жо́лудєва — майор медичної служби Збройних сил України, учасниця російсько-української війни, що відзначилася у ході російського вторгнення в Україну в 2022 році.

## Життєпис
Катерина Жолудєва працює на посаді начальника відділення променевої діагностики військової частини А3120. Брала участь в обстеженні та плануванні лікування хворих на гостру коронавірусну хворобу COVID-19. З початку пандемії коронавірусної інфекції COVID-19 виконувала рентгенологічні та комп'ютерні дослідження хворим на COVID-19. Відпрацювала методику перехресного контролю методом комп'ютерної томографії та цифрових рентгенологічних досліджень. Через постійний безпосередній контакт перехворіла на COVID-19, та навіть бувши хворою, проводила опис знімків та займалась дослідженням хворих дистанційно.

## Нагороди
- орден княгині Ольги III ступеня (2022) — за особисту мужність і самовіддані дії, виявлені у захисті державного суверенітету та територіальної цілісності України, вірність військовій присязі[2].
- медаль «За самовіддану працю в боротьбі з пандемією» (28.01.2021, № 366)[3].